# Bataille d'Ausculum (209 av. J.-C.)
Pour les articles homonymes, voir Bataille d'Ausculum.
Sauf précision contraire, les dates de cet article sont sous-entendues « avant l'ère commune » (AEC), c'est-à-dire « avant Jésus-Christ ».
Deuxième guerre punique
Batailles
219 av. J.-C. : Sagonte
218 av. J.-C. : Rhône, Cissa, Tessin, La Trébie
217 av. J.-C. : Victumulae, Plaisance, Èbre, Lac Trasimène, Geronium
216 av. J.-C. : Cannes, Selva Litana, Nola (1re)
215 av. J.-C. : Cornus, Dertosa, Nola (2e)
214 av. J.-C. : Nola (3e) 
 213 av. J.-C. : Syracuse
212 av. J.-C. : Capoue (1re), Silarus, Herdonia(1re)
 211 av. J.-C. : Bétis, Capoue (2e)
210 av. J.-C. : Herdonia (2e), Numistro
209 av. J.-C. : Asculum, Carthagène
208 av. J.-C. : Baecula
207 av. J.-C. : Grumentum, Métaure
206 av. J.-C. : Ilipa, Carthagène (2e) (ca)
204 av. J.-C. : Crotone
203 av. J.-C. : Utique, Grandes Plaines
202 av. J.-C. : Zama
La bataille d'Ausculum ou bataille de Canusium est un engagement de trois jours entre les forces de Rome et celles de Carthage qui s'est déroulé en 209 av. J.-C..
Elle fut l'un des épisodes de longue lutte acharnée entre Hannibal et le général romain Marcus Claudius Marcellus pour le contrôle de ce territoire, considéré comme stratégique par les Carthaginois pour leur progression en Italie durant la deuxième guerre punique.